# Jill Smith
Jill Carpenter - Smith es un personaje ficticio de la serie de televisión australiana Home and Away interpretado por la actriz Josephine Mitchell desde el 13 de mayo del 2010 hasta el 29 de junio del mismo año.

## Biografía
Es la madre de Romeo Smith y Mink Carpenter, es descarada, de buen carácter y brillante.
Jill es elegante pero su dependencia hacia con el alcohol le ocasiona muchos problemas, cuando está bajo la influencia de este se convierte en una mujer desagradable y hace comentarios que lastiman.
Con una sonrisa maliciosa y coqueta se las arregla para divertirse y hacer amigos a donde quiera que vaya. Jill disfruta de coquetear con cada hombre que encuentra sin importarle la edad, tamaño, raza o forma. 
Después de que Mink llegara a Summer Bay se reveló que a pesar de que ella había pasado un tiempo en la cárcel por haber matado a su padrastro, la verdad era que Jill fue en realidad quien lo mató, mientras intentaba defender a Romeo de él, Romeo revela que la noche de la muerte de su padrastro este había perdido su trabajo y llegó a la casa borracho y comenzó a atacarlo y que su madre lo golpeó con un palo de cricket, pero que el golpe que lo mató fue un golpe con la esquina de la mesa del café. Mink al ver que su madre no aguantaría una condena decidió echarse la culpa.
Jill apareció por primera vez en Summer Bay en el 2010, luego de presentársele a Alf Stewart borracha, poco después Alf la llevó a su casa donde Romeo quedó sorprendido y avergonzado por la actitud de su madre. 
Pronto se fijó en John Palmer y tuvo una pequeña relación con él, pero esta terminó cuando John le dijo que a la mujer que amaba era a Gina Austin y no a ella.
Luego de hablar con Irene Roberts, quien le hizo saber que si seguía tomando iba a perder para siempre a su hijo, Jill pensó en asistir a pláticas para Alcohólicos Anónimos, lo que dejó a Romeo encantado, sin embargo ala mañana siguiente cuando bajo encontró una carta de su madre en donde le decía que se había ido de Bay, lo que lo dejó devastado.